# 霍巴特大桥
霍巴特大桥是澳大利亚塔斯马尼亚州首府霍巴特的一座跨过德文特河的拱型浮橋，1943年建成，1964年在塔斯曼大桥建成后拆除。